# Cryptocoryne keei
Cryptocoryne keei är en kallaväxtart som beskrevs av Niels Henning Günther Jacobsen. Cryptocoryne keei ingår i släktet Cryptocoryne och familjen kallaväxter. Inga underarter finns listade.